# 111 Herculis
Désignations
111 Herculis (en abrégé 111 Her) est une étoile binaire supsectée de la constellation boréale d'Hercule. Elle est visible à l'œil nu avec une magnitude apparente de 4,36. D'après la mesure de sa parallaxe annuelle par le satellite Gaia, le système est distant d'environ ∼ 93 a.l. (∼ 28,5 pc) de la Terre. Il s'en rapproche à une vitesse radiale héliocentrique de −44 km/s, et pourrait se rapprocher jusqu'à une distance d'environ ∼ 37 a.l. (∼ 11,3 pc) dans 537 000 ans.
111 Herculis est une binaire astrométrique présumée. Sa composante visible est classée comme une étoile géante blanche de type spectral A5III par Cowley et al. (1969). Abt et Morrell (1995) la répertorient comme une sous-géante de type A3IV, suggérant qu'elle serait moins évoluée. L'étoile est estimée être âgée de 559 millions d'années et elle est 2,40 fois plus massive que le Soleil. Elle tourne sur elle-même à une vitesse de rotation projetée de 71 km/s. Le rayon de l'étoile est 1,64 fois plus grand que le rayon solaire, elle est environ 12,8 fois plus lumineuse que le Soleil et sa température de surface est de 8 873 K.